# Retrato de Paulo V
El Retrato de Paulo V es un óleo atribuido a Caravaggio exhibido en la Galería Borghese, en Roma.

## Análisis
El cardenal Camilo Borghese se convirtió en papa el 16 de mayo de 1605, tras la prematura muerte de su predecesor León XI. Reinó hasta 1621. Bellori, biógrafo de Caravaggio, afirma que este retrato debió de haberse pintado entre 1605 —cuando Borghese se convierte en Paulo V— y mayo de 1606, fecha en que Caravaggio asesinó a Ranuccio Tomassoni y huyó de Roma como prófugo de la justicia.
Muchos autores dudan de su autenticidad, pero Gash publicó en 2003 un catálogo de pinturas de Caravaggio, donde describe el cuadro como penetrante, que muestra a Paulo V con unos ojos llenos de maldad y ambición, lo que sería algo típico de la técnica de Caravaggio. Es habitual considerar que el artista degrada en sus obras a los poderosos, especialmente a los clérigos. El cuadro guarda ciertas similitudes con el Retrato de Inocencio X, pintado por Diego Velázquez en 1650.
Scipione era un ávido coleccionista de arte, y al conocer a Caravaggio quedó impresionado con sus pinturas. Sería él quien intercedería ante su tío por el pintor, quien al verse perdonado, decidió regresar a Roma, más la muerte le sorprendió en Porto Ercole, hacia 1610.